# João Roberto Marinho
João Roberto Marinho es el tercero de los cuatro hijos de Roberto Marinho (1904 – 2003),  nació en Río de Janeiro en el 16 de septiembre de 1953.
João Roberto Marinho es vicepresidente del Grupo Globo.

## Carreira
João Roberto Marinho comenzó su carrera en 1973 como periodista en el diario O Globo. A mediados de los años 1990, el Grupo Globo comenzó una transición de su comando para los tres hijos de Roberto Marinho.
Actualmente es vicepresidente del Consejo Administrativo del Grupo Globo, presidente del Consejo Editorial y del Comité Institucional así como también vicepresidente de la Asociación Nacional de Periódicos.
João Roberto es casado com Gisela Marinho y padre de 3 hijos.

## Hipismo
João Roberto es jinete amateur. Fue campeón brasileño por  equipos en el año 2010 (serie 1.20 m) montando a Haria.

## O Grupo Globo
El Grupo Globo, el cual João Roberto es vicepresidente, es el mayor aglomerado de la prensa en Brasil, formado por TV Globo, Infoglobo, Globo Filmes, Globosat, Som Livre, Sistema Globo de Radios, globo.com, y ZAP.